# Scheldeprijs
Scheldeprijs (nekoč tudi Grote Scheldeprijs, Scheldeprijs Vlaanderen, Scheldeprijs Schoten) je pomladanska enodnevna mini klasična kolesarska dirka v Belgiji in na Nizozemskem, ki jo prirejajo od leta 1907 in je najstarejša od Flandrijskih dirk. Štart dirke je danes v kraju Terneuzen, potem pa prečka reko Scheldt in se konča z ciljem v mestu Schoten. Trenutno je del serije UCI ProSeries.
Leta 2021 so prvič organizirali tudi žensko dirko, ta poteka na isti dan kot moška dirka, z startom in ciljem v mestu Schoten. Vse tri izvedbe doslej, v dolžini ca. 135 km, je zmagala nizozemka Lorena Wiebes.
To dirko so v njeni dolgi zmagovali sloviti kolesarji kot recimo Eddy Merckx, Rik Van Looy, Mario Cipollini, Freddy Maertens, Roger De Vlaeminck, Erik Zabel, Briek Schotte, Stan Ockers, Georges Ronsse, Mark Cavendish in Tom Boonen. Nemški šprinter Marcel Kittel je dirko zmagal rekordnih petkrat.

## Zgodovina
Leta 1907 je prvo izvedbo dirke, takrat pod imenom Grote Scheldeprijs organizirirala Antwerpenska veja Belgijske kolesarske zveze (BWB) in je danes najstarejša od vseh še aktivnih Flandrijskih dirk. V prvih letih se je dirka začela in končala v Antwerpnu, takrat z ciljem na danes porušenem velodromu Zurenborg. Kasneje so start prestavili v Merksem in potem še v Deurne, oboje na obrobju Antwerpna. Leta 1996 so start ponovno prestavili nazaj v center Antwerpna. Prvo dirko je osvojil Maurice Léturgie. Nato so ne-belgijski kolesarji potrebovali 46 let da so dobili naslednjo dirko, to je leta 1953 uspelo Dekkersu.
Vse od 1980ih pa do leta 2009 je bila dirka sredi aprila, v sredo za spomenikom Pariz–Roubaix. Leta 2010, ko je organizacijo dirke prevzela zveza Flandrijske klasike, je zamenjala termin z belgijsko dirko Gent–Wevelgem in je danes na sporedu v sredo med spomenikoma Po Flandriji in Pariz–Roubaix.
So pa leta 2020 dirko zaradi pandemije covida-19 prestavili iz marca na konec sezone, oktobra.

## Moški

### Zmagovalci po letih
Leta 1926 sta bili organizirani dve dirki (1 profesionalna in 1 neodvisna).
| Leto                                                               | Zmagovalec             | Drugi                     | Tretji                  |
| ------------------------------------------------------------------ | ---------------------- | ------------------------- | ----------------------- |
| ↓ "Grote Scheldeprijs" ↓                                           |                        |                           |                         |
| 1907                                                               | Maurice Léturgie       | Eugène Platteau           | François Verstraeten    |
| 1908                                                               | Adrien Kranskens       | Guido De Vogelaere        | Jules Bayens            |
| 1909                                                               | Raymond Van Parijs     | Jules Wiot                | Georges Baets           |
| 1910                                                               | Florent Luyckx         | Jozef Bouw                | Louis Valckenaers       |
| 1911                                                               | Florent Luyckx         | Frans Tyck                | Jean Van Ingelghem      |
| 1912                                                               | Joseph Van Wetter      | Frans Tyck                | August Vermeylen        |
| 1913                                                               | Joseph Van Wetter      | August Vermeylen          | Louis Ysermans          |
| 1914                                                               | Octave Jacques         | Guillaume Perwez          | Edmond Dessy            |
| dirka med leti 1915 in 1918 ni potekala zaradi prve svetovne vojne |                        |                           |                         |
| 1919                                                               | Isidoor Mechant        | Karel Block               | Marcel Buysse           |
| 1920                                                               | Victor Lenaers         | Jean-Baptiste Mosselmans  | Jacques Bervoets        |
| 1921                                                               | René Vermande          | Isidoor Mechant           | Jacques Van Ruysseveldt |
| 1922                                                               | Florent Vandenberghe   | Henri Moerenhout          | Alfons Van Hecke        |
| 1923                                                               | Emile Thollembeek      | Maurice De Waele          | Denis Verschueren       |
| 1924                                                               | René Vermandel         | Denis Verschueren         | Armand Van Bruaene      |
| 1925                                                               | Karel van Hassel       | André Verbist             | Rik Hoevenaers          |
| 1926                                                               | Marcel Cloquet         | Van Kampenhout            | Marinus Valentijn       |
| 1926                                                               | Jef Dervaes            | Jan Mertens               | Louis De Lannoy         |
| 1927                                                               | Georges Ronsse         | Armand Van Bruaene        | Rémi Van Impe           |
| 1928                                                               | Jef Dervaes            | André Verbist             | Jan Mertens             |
| 1929                                                               | Joseph Wauters         | André Verbist             | Alfred Haemerlinck      |
| 1930                                                               | Denis Verschueren      | Joseph Wauters            | August Reyns            |
| 1931                                                               | Godfried De Vocht      | Odiel Van Hevel           | Denis Verschueren       |
| 1932                                                               | Godfried De Vocht      | Denis Verschueren         | Auguste Verdyck         |
| 1933                                                               | Jozef Horemans         | Louis Hardiquest          | Louis Duerloo           |
| 1934                                                               | Léon Tommies           | Alfred Haemerlinck        | Jef Moerenhout          |
| 1935                                                               | Gérard Loncke          | Edward Vissers            | Gustaaf Deloor          |
| 1936                                                               | Marcel Van Schil       | Frans Van Hassel          | Camille Michielsen      |
| 1937                                                               | Sylvain Grysolle       | Michel D'Hooghe           | Joseph Huts             |
| 1938                                                               | Antoine Dignef         | Aloïs De Bruyne           | Achiel Buysse           |
| 1939                                                               | Achiel Buysse          | Auguste Toubeau           | Roger Vandendriessche   |
| 1940                                                               | dirke ni bilo          | dirke ni bilo             | dirke ni bilo           |
| 1941                                                               | Stan Ockers            | Odiel Van Den Meersschaut | Emilie Faignaert        |
| 1942                                                               | Louis Busschops        | Lode Janssens             | Hector Bruneel          |
| 1943                                                               | Eloi Meulenberg        | Roger Van Melkebeke       | Robert Van Eenaeme      |
| v letih 1944 in 1945 dirke ni bilo                                 |                        |                           |                         |
| 1946                                                               | Stan Ockers            | Ernest Sterckx            | Gustaaf Van Overloop    |
| 1947                                                               | René Mertens           | Albert Sercu              | Henri Bauwens           |
| 1948                                                               | chiel Buysse           | Frans Knaepkens           | Theofiel Middelkamp     |
| 1949                                                               | Roger De Corte         | Valère Ollivier           | Ernest Sterckx          |
| 1950                                                               | André Pieters          | Lode Poels                | Ernest Sterckx          |
| 1951                                                               | Ernest Sterckx         | Valère Ollivier           | Georges Claes           |
| 1952                                                               | Roger De Corte         | Karel De Baere            | Ernest Sterckx          |
| 1953                                                               | Hans Dekkers           | Leo Buyst                 | Karel De Baere          |
| 1954                                                               | Roger Decock           | Willy Lauwers             | Ernest Sterckx          |
| 1955                                                               | Albéric Schotte        | Marcel Janssens           | Jozef De Feyter         |
| 1956                                                               | Rik Van Looy           | Marcel Janssens           | Kaj Allan Olsen         |
| ↓ "Scheldeprijs Schoten" ↓                                         |                        |                           |                         |
| 1957                                                               | Rik Van Looy           | Rik Luyten                | Jan Van Gompel          |
| 1958                                                               | Raymond Vrancken       | Frans Van Looveren        | Jos Van Bael            |
| 1959                                                               | Willy Butzen           | Lucien Demunster          | Jos Van Bael            |
| 1960                                                               | Petrus Oellibrandt     | Marcel Buys               | Michel Stolker          |
| 1961                                                               | Raymond Vrancken       | Marcel Janssens           | Piet van Hees           |
| 1962                                                               | Petrus Oellibrandt     | Guillaume Van Tongerloo   | Victor Van Schil        |
| 1963                                                               | Petrus Oellibrandt     | Guillaume Van Tongerloo   | Hugo Hellemans          |
| 1964                                                               | Jos Hoevenaers         | Jos Huysmans              | Frans Aerenhouts        |
| 1965                                                               | Willy Vannitsen        | Louis Proost              | Jos Huysmans            |
| 1966                                                               | Joseph Spruyt          | Henri Pauwels             | Louis Proost            |
| 1967                                                               | Paul In 't Ven         | Henk Nijdam               | Joseph Mathy            |
| 1968                                                               | Edward Sels            | Harry Steevens            | Gerard Vianen           |
| 1969                                                               | Walter Godefroot       | Roger De Vlaeminck        | Marinus Wagtmans        |
| 1970                                                               | Roger De Vlaeminck     | Raf Hooyberghs            | Alfons Scheys           |
| 1971                                                               | Gustaaf Van Roosbroeck | Frans Mintjens            | Johan De Muynck         |
| 1972                                                               | Eddy Merckx            | Herman Van Springel       | Willy Planckaert        |
| 1973                                                               | Freddy Maertens        | Louis Verreydt            | Marc Demeyer            |
| 1974                                                               | Marc Demeyer           | Julien Stevens            | Englebert Opdebeeck     |
| 1975                                                               | Ronny De Witte         | Dietrich Thurau           | Freddy Maertens         |
| 1976                                                               | Frans Verbeeck         | Roger De Vlaeminck        | Frans Van Looy          |
| 1977                                                               | Marc Demeyer           | Ludo Peeters              | Ronan De Meyer          |
| 1978                                                               | Dietrich Thurau        | Martin Havik              | Aad van den Hoek        |
| 1979                                                               | Daniel Willems         | Frank Hoste               | Alfons De Wolf          |
| 1980                                                               | Ludo Peeters           | René Martens              | Jan Raas                |
| 1981                                                               | Ad WijnandS            | Willy Teirlinck           | Jos Jacobs              |
| 1982                                                               | Ludo Schurgers         | Jan Nevens                | Charles Jochums         |
| 1983                                                               | Jan Bogaert            | Ludo Schurgers            | Frank Hoste             |
| 1984                                                               | Ludo Peeters           | Jean-Marie Wampers        | Ludwig Wijnants         |
| 1985                                                               | Adrie van der Poel     | Jozef Lieckens            | Marc Sergeant           |
| 1986                                                               | Jean-Paul van Poppel   | Wim Arras                 | Eric Vanderaerden       |
| 1987                                                               | Etienne De Wilde       | Jean-Paul van Poppel      | Marnix Lameire          |
| 1988                                                               | Jean-Paul van Poppel   | Eddy Planckaert           | Hans Daams              |
| 1989                                                               | Jean-Marie Wampers     | Frank Hoste               | John van den Akker      |
| 1990                                                               | John Talen             | Eric Vanderaerden         | Johan Museeuw           |
| 1991                                                               | Mario Cipollini        | Jan Bogaert               | Johan Capiot            |
| 1992                                                               | Wilfried Nelissen      | Johan Museeuw             | Michel Cornelisse       |
| 1993                                                               | Mario Cipollini        | Wilfried Nelissen         | Giuseppe Citterio       |
| 1994                                                               | Peter Van Petegem      | Dirk De Wolf              | Džamolidin Abdužaparov  |
| 1995                                                               | Rossano Brasi          | Peter Roes                | Giovanni Fidanza        |
| 1996                                                               | Frank Vandenbroucke    | Tom Steels                | Eric Vanderaerden       |
| 1997                                                               | Erik Zabel             | Johan Museeuw             | Andrej Čmil             |
| 1998                                                               | Servais Knaven         | Léon van Bon              | Bart Leysen             |
| 1999                                                               | Jeroen Blijlevens      | Erik Zabel                | Tristan Hoffman         |
| 2000                                                               | Endrio Leoni           | Jeroen Blijlevens         | Léon van Bon            |
| 2001                                                               | Endrio Leoni           | Jeroen Blijlevens         | Kurt Asle Arvesen       |
| 2002                                                               | Robbie McEwen          | Tom Steels                | Stefan van Dijk         |
| ↓ "Scheldeprijs Vlaanderen" ↓                                      |                        |                           |                         |
| 2003                                                               | Ludovic Capelle        | Jaan Kirsipuu             | Steffen Radochla        |
| 2004                                                               | Tom Boonen             | Robbie McEwen             | Simone Cadamuro         |
| 2005                                                               | Thorwald Veneberg      | Tomas Vaitkus             | Simone Cadamuro         |
| 2006                                                               | Tom Boonen             | Steven de Jongh           | Gert Steegmans          |
| 2007                                                               | Mark Cavendish         | Robbie McEwen             | Gert Steegmans          |
| 2008                                                               | Mark Cavendish         | Tom Boonen                | Robbie McEwen           |
| 2009                                                               | Alessandro Petacchi    | Kenny van Hummel          | Dominique Rollin        |
| ↓ "Scheldeprijs" ↓                                                 |                        |                           |                         |
| 2010                                                               | Tyler Farrar           | Robbie McEwen             | Robert Förster          |
| 2011                                                               | Mark Cavendish         | Denis Galimzjanov         | Jauheni Hutarovič       |
| 2012                                                               | Marcel Kittel          | Tyler Farrar              | Theo Bos                |
| 2013                                                               | Marcel Kittel          | Mark Cavendish            | Barry Markus            |
| 2014                                                               | Marcel Kittel          | Tyler Farrar              | Danny van Poppel        |
| 2015                                                               | Alexander Kristoff     | Edward Theuns             | Jauheni Hutarovič       |
| 2016                                                               | Marcel Kittel          | Mark Cavendish            | André Greipel           |
| 2017                                                               | Marcel Kittel          | Elia Viviani              | Nacer Bouhanni          |
| 2018                                                               | Fabio Jakobsen         | Pascal Ackermann          | Chris Lawless           |
| 2019                                                               | Fabio Jakobsen         | Max Walscheid             | Chris Lawless           |
| 2020                                                               | Caleb Ewan             | Niccolò Bonifazio         | Bryan Coquard           |
| 2021                                                               | Jasper Philipsen       | Sam Bennett               | Mark Cavendish          |
| 2022                                                               | Alexander Kristoff     | Danny van Poppel          | Sam Welsford            |
| 2023                                                               | Jasper Philipsen       | Sam Welsford              | Mark Cavendish          |
| 2024                                                               | Tim Merlier            | Jasper Philipsen          | Dylan Groenewegen       |
| 2025                                                               | Tim Merlier            | Jasper Philipsen          | Matteo Moschetti        |

1. ↑  Leta 1985 je bil prvotno 3. uvrščeni Marc Sergeant, naknadno diskvalificiran.
2. ↑  Leta 1993 je bil prvotno 2. uvrščeni Wilfried Nelissen, naknadno diskvalificiran.

### Večkratni zmagovalci
| Zmage | Kolesar              | Edicija                      |
| ----- | -------------------- | ---------------------------- |
| 5     | Marcel Kittel        | 2012, 2013, 2014, 2016, 2017 |
| 3     | Piet Oellibrandt     | 1960, 1962, 1963             |
| 3     | Mark Cavendish       | 2007, 2008, 2011             |
| 2     | Florent Luyckx       | 1910, 1911                   |
| 2     | Joseph Van Wetter    | 1912, 1913                   |
| 2     | René Vermandel       | 1921, 1924                   |
| 2     | Godefried De Vocht   | 1931, 1932                   |
| 2     | Achiel Buysse        | 1939, 1948                   |
| 2     | Stan Ockers          | 1941, 1946                   |
| 2     | Rik Van Looy         | 1956, 1957                   |
| 2     | Raymond Vrancken     | 1958, 1961                   |
| 2     | Marc Demeyer         | 1974, 1977                   |
| 2     | Ludo Peeters         | 1980, 1984                   |
| 2     | Jean-Paul van Poppel | 1986, 1988                   |
| 2     | Mario Cipollini      | 1991, 1993                   |
| 2     | Endrio Leoni         | 2000, 2001                   |
| 2     | Tom Boonen           | 2004, 2006                   |
| 2     | Fabio Jakobsen       | 2018, 2019                   |
| 2     | Alexander Kristoff   | 2015, 2022                   |
| 2     | Jasper Philipsen     | 2021, 2023                   |
| 2     | Tim Merlier          | 2024, 2025                   |

### Zmagovalci po državah
| Zmage | Država                   |
| ----- | ------------------------ |
| 80    | Belgija                  |
| 11    | Nizozemska               |
| 6     | Nemčija                  |
| 6     | Italija                  |
| 3     | Združeno kraljestvo      |
| 2     | Avstralija               |
| 2     | Norveška                 |
| 1     | Francija                 |
| 1     | ZDA                      |
| 1     | Zvezna republika Nemčija |

## Ženske

### Zmagovalke po letih
| Leto | Zmagovalka    | Druga           | Tretja           |
| ---- | ------------- | --------------- | ---------------- |
| 2021 | Lorena Wiebes | Emma Norsgaard  | Elisa Balsamo    |
| 2022 | Lorena Wiebes | Chiara Consonni | Rachele Barbieri |
| 2023 | Lorena Wiebes | Charlotte Kool  | Chiara Consonni  |
| 2024 | Lorena Wiebes | Charlotte Kool  | Martina Fidanza  |
| 2025 | Elisa Balsamo | Charlotte Kool  | Chiara Consonni  |

### Večkratne zmagovalke
| Zmage | Kolesarka     | Edicija                |
| ----- | ------------- | ---------------------- |
| 4     | Lorena Wiebes | 2021, 2022, 2023, 2024 |

### Zmage po državah
| Zmage | Država     |
| ----- | ---------- |
| 4     | Nizozemska |
| 1     | Italija    |